# Liste der Kulturdenkmäler in Hackenheim
In der Liste der Kulturdenkmäler in Hackenheim sind alle Kulturdenkmäler der rheinland-pfälzischen Ortsgemeinde Hackenheim aufgeführt. Grundlage ist die Denkmalliste des Landes Rheinland-Pfalz (Stand: 2. August 2023).

## Einzeldenkmäler
| Bezeichnung                 | Lage                   | Baujahr                     | Beschreibung | Bild |
| --------------------------- | ---------------------- | --------------------------- | --- | ---- |
| Evangelische Christuskirche | Hauptstraße 28 Lage    | 1807–09                     | nachbarocker Saalbau, 1807–09 als Katholische Pfarrkirche St. Michael erbaut, 1890/91 erweitert. Nach Neubau in der St. Michael-Straße (1965 geweiht) 1966 Profanierung und Privatnutzung, 2004 evangelisch geweiht. | BW   |
| Fachwerkhaus                | Hauptstraße 29/31 Lage | Anfang des 17. Jahrhunderts | langgestrecktes Fachwerkhaus, verputzt, im Kern wohl vom Anfang des 17. Jahrhunderts, bezeichnet 1761 | BW   |
| Grundschule                 | Hauptstraße 30 Lage    | 1884                        | ursprünglich Rat-, Schul- und Spritzenhaus; spätklassizistischer Krüppelwalmdachbau, bezeichnet 1884 | BW   |